# Адамов, Леон Тигранович
Лео́н Тигра́нович Ада́мов (26 октября 1929, Коканд, Узбекская ССР — 7 января 2014, Сиэтл, США) — архитектор, заслуженный архитектор Узбекистана, лауреат Государственной премии СССР, премии Совета Министров СССР, Государственной премии Узбекской ССР имени Хамзы; заместитель главного архитектора Ташкента (1970—1986).

## Биография
Родился в армянской семье беженцев из Нагорного Карабаха. Урожденный Левон Тигранович Адамов.
В 1954 году окончил архитектурное отделение строительного факультета СазПИ. Будучи студентом, участвовал в проектировании стадиона им. С. М. Кирова в Ленинграде под руководством академика архитектуры А. С. Никольского и крытого стадиона-манежа в Ленинграде под руководством архитектора Л. М. Хидекеля, а также здания президиума Академии наук УзССР под руководством архитектора И. Г. Сардарьяна. Дипломный проект Дворца хлопкоробов в Ташкенте выполнен под руководством А. Петелина и О. Рушковского.
С 1954 года работал в проектном институте «Средазгипроводхлопок» (Ташкент); под руководством архитектора В. Зайцева проектировал посёлки для строителей и эксплуатационного персонала крупных гидроузлов Средней Азии, застройку улицы Северный Алмазар в Ташкенте, производственные здания института «Средазгипроводхлопок».
С 1959 года — руководитель новой мастерской в институте Ташгипрогор, где разрабатывался генеральный план застройки юго-западного жилого района Ташкента — массива Чиланзар на 250 тысяч жителей (со схемой архитектурно-планировочных решений микрорайонов и их общественных центров), а также впоследствии осуществлялись проекты застройки этого района. Здесь в 1960-е годы работали архитекторы В. Спивак, Ю. Халдеев, В. Рощупкин, И. Демчинская, Ю. Мирошниченко, Н. Заидов, Е. Ясногородский, Р. Хайрутдинов, А. Хуршудов; художники А. Ган, П. Иванов и другие. Адамов принимал участие в создании жилых районов, микрорайонов массива Чиланзар и новых серий 4-, 9-этажных жилых домов с улучшенными объёмно-планировочными решениями, получивших впоследствии названия 1Т-СП, ТДСК-71 и другие. Им выполнен проект здания Дворца искусств (1961—1963).
В 1960-е годы коллектив мастерской победил в конкурсе на лучший проект застройки площади им. В. И. Ленина в Ташкенте. В составе объединённого коллектива «ЦНИИЭП зрелищных зданий и сооружений» и «Ташгипрогора» под руководством архитектора Б. Мезенцева Адамов вместе с Е. Розановым, В. Шестопаловым, А. Якушевым, Б. Зарицким и другими вёл проектирование и авторский надзор за строительством комплекса зданий и сооружений площади.
Во всесоюзном конкурсе на разработку проекта застройки центра Ташкента проект «Ташгипрогора», выполненный коллективом в составе архитекторов Л. Адамова (руководитель), Ю. Халдеева, Р. Хайрутдинова, Э. Фахрутдинова, Р. Валиева, О. Рушковского, Л. Винокуровой получил первую премию с правом осуществления дальнейших стадий (в конкурсе участвовали ведущие институты Советского Союза, в том числе «ЦНИИЭП градостроительства», «Бакгипрогор», МАРХИ, «ЦНИИЭП зрелищных зданий и спортивных сооружений»).

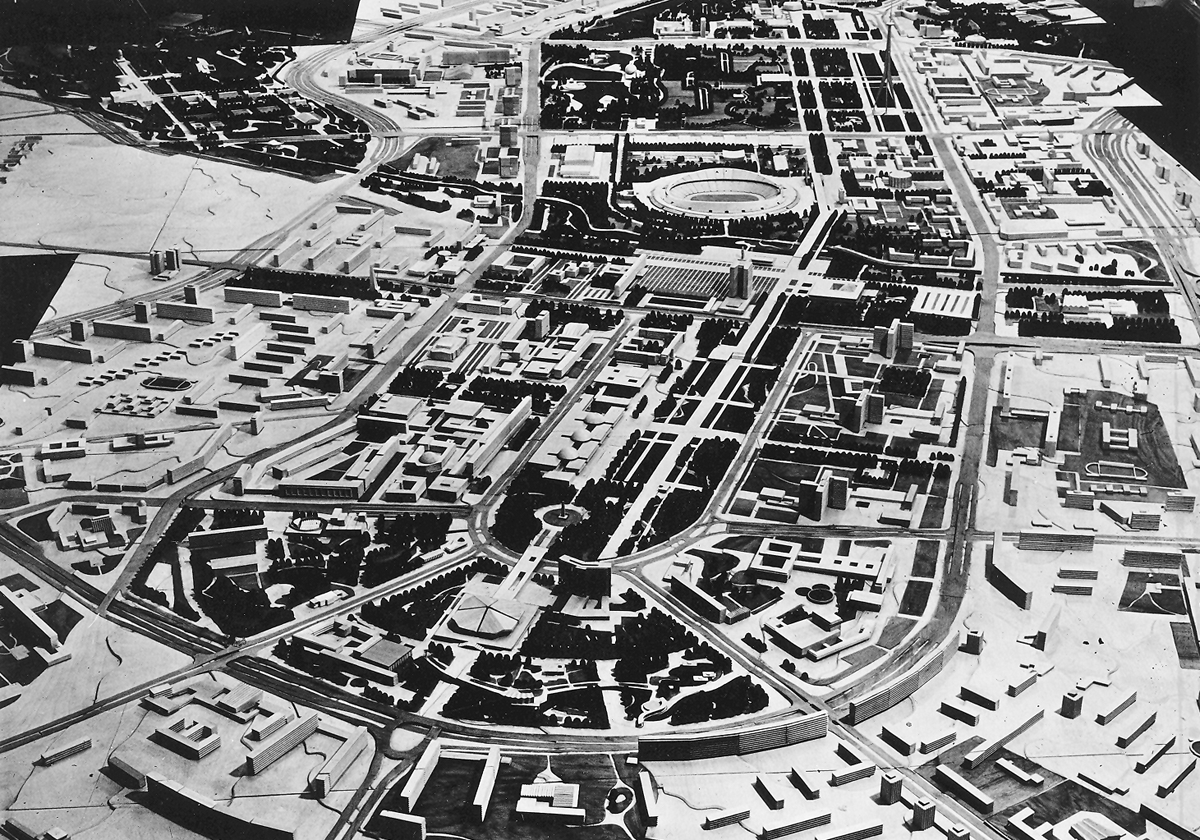
Проект детальной планировки центра Ташкента. Макет. 1966 год

После катастрофического землетрясения в 1966 году, разрушившего центральную часть города, проект детальной планировки центра Ташкента был доработан и утверждён Советом Министров Узбекской ССР в 1968 году; он стал частью экспозиции павильона СССР на ЭКСПО-70 в Японии. Проект был осуществлён и стал основой формирования нового центра города.
В 1970 году за осуществление комплекса работ к столетию со дня рождения В. И. Ленина, включающих проспект В. И. Ленина и здание Ташкентского филиала музея В. И. Ленина, группа авторов-архитекторов в составе Е. Розанова, В. Шестопалова, Л. Адамова и др. удостоена Государственной премии УзССР им. Хамзы.
В 1972 году за разработку генерального плана Ташкента Л. Адамову и соавторам присуждена премия Совета Министров СССР.
В 1975 году Адамов, в числе других московских и ташкентских архитекторов, стал лауреатом Государственной премии СССР (за архитектуру центра г. Ташкента).
С 1970 по 1986 год — заместитель главного архитектора Ташкента. При его участии в 1976 создан комплекс Ташкентского автодорожного института, а также проект главного корпуса Ташкентского политехнического института, который был отмечен премией на 1-м биеннале в Софии.
Проектировал в ансамбле центральной площади Ташкента здания ЦК ЛКСМ УзССР, Института искусствознания им. Хамзы, Комитета по физкультуре и спорту (совместно с архитектором М. Кондаковой), здания ГлавАПУ на набережной Анхора (совместно с Р. Хайрутдиновым и С. Адыловым), а также здания Инопредставительств Монголии, Афганистана, Франции и Турции в Ташкенте.
К числу монументальных работ Адамова следует отнести памятник Карлу Марксу в сквере Революции, Мальчишу-Кибальчишу у входа в детский парк, памятники Юлдашу Ахунбабаеву, Акмалю Икрамову, Сабиру Рахимову в Ташкенте, памятник В. И. Ленину с правительственной трибуной в Термезе, памятник погибшим воинам в Ферганской области и другие. В 1983 году памятник В. И. Ленину в парковой зоне ЦК КП Узбекистана, выполненный совместно со скульптором Р. Тер-Оганесяном, удостоен первой премии на республиканском конкурсе в честь 60-летия образования СССР.
К этому же периоду относится создание воинского мемориала по ул. Волгоградской в Ташкенте (скульпторы В. Лунев, Н. Рябцев, архитекторы Л. Адамов, Я. Афанасьев), а также разработка архитектуры станций Ташкентского метрополитена — «Площадь им. В. И. Ленина» (1976, архитекторы — Л. Адамов, Л. Попов, художник — И. Лиепене) и «Пушкинской» (1978, архитекторы — Л. Адамов, А. Адылова, художник — И. Лиепене).
Адамов, совместно со скульптором С. Бабаяном, разработал эскизный проект монумента в память героев международного коммунистического и рабочего движения в Москве, который был удостоен премии на всесоюзном открытом конкурсе (1978).
С 1986 года — директор института «ТашНИиПИгенплан», руководил разработкой нового генерального плана города, утверждённого Советом Министров Узбекистана в 1989 году, а также участвовал в создании нового садово-паркового комплекса мемориала Алишера Навои, в соавторстве с В. Акопджаняном, Д. Латыповым и др.
В 1990 году создана персональная архитектурно-строительная мастерская заслуженного архитектора УзССР Л. Адамова, которая разрабатывает и осуществляет строительство торговых комплексов, гостиниц, а также туристических железнодорожных поездов.
С 1998 года проживал в Сиэтле (США), являлся почётным членом американского общества ландшафтных архитекторов за участие в разработке и осуществлении парков Мира в Сиэтле и в Ташкенте.

## Книги
- Опыт планировки и застройки микрорайона Б-7 массива «Чиланзар». Ташкент : Госиздат УзССР, 1961. — 12 с.